# ナティク・バギロフ
ナティク・バギロフ（Natik Bagirov　1964年9月7日- ）はベラルーシの柔道選手。アゼルバイジャンのバクー出身。階級は60kg級。身長162cm。

## 人物
1995年のヨーロッパ選手権60kg級で3位になると、世界選手権では銅メダルを獲得した。1996年のアトランタオリンピックでは5位に終わりメダルを獲得できなかった。1999年のヨーロッパ選手権で3位になると、世界選手権では再び銅メダルを獲得した。2000年のシドニーオリンピックでは2回戦で敗れた。

## 主な戦績
- 1994年 - ドイツ国際　3位
- 1994年 - 世界軍人選手権大会　2位
- 1995年 - ヨーロッパ選手権　3位
- 1995年 - 世界選手権　3位
- 1996年 - アトランタオリンピック　5位
- 1998年 - ロシア国際　2位
- 1999年 - ロシア国際　2位
- 1999年 - ヨーロッパ選手権　3位
- 1999年 - 世界選手権　3位